# Esfera YIG

Esquemes simplificats de l'acoblament del ressonador YIG a la xarxa microstrip.

Les esferes de granat de ferro d'itri (esferes YIG) serveixen com a filtres i ressonadors ajustables magnèticament per a les freqüències de microones. Els filtres YIG s'utilitzen pels seus alts factors Q, normalment entre 100 i 200. Una esfera feta d'un sol cristall de granat de ferro d'itri sintètic actua com a ressonador.
El camp d'un electroimant canvia la freqüència de ressonància de l'esfera i, per tant, la freqüència que permetrà passar. L'avantatge d'aquest tipus de filtre és que el granat es pot ajustar en un rang de freqüències molt ampli variant la força del camp magnètic. Alguns filtres es poden ajustar des de 3 GHz fins a 50 GHz.

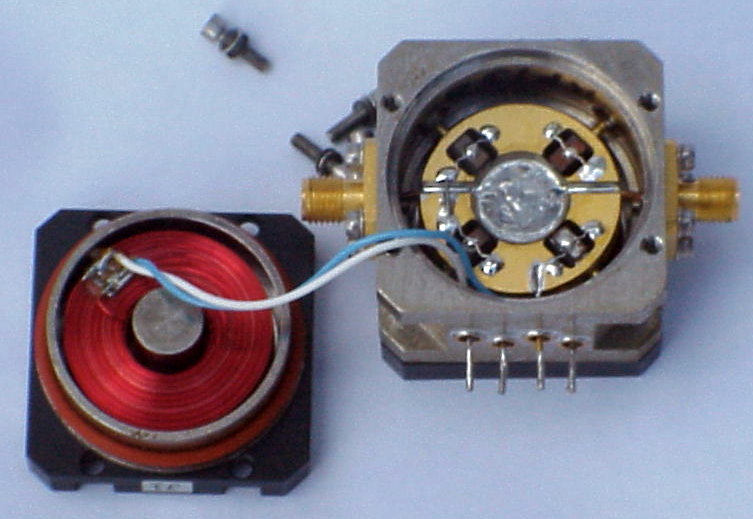
Filtre YIG parcialment desmuntat. L'electroimant és a l'esquerra. El mòdul amb esfera YIG i bobines d'entrada i sortida es troba a la dreta.

## Construcció
Les pròpies esferes YIG són de l'ordre de 0,5 mm de diàmetre i es fabriquen a partir de cubs una mica més grans de material tallat a daus per volteig, com es fa en la fabricació de joies.
El granat està muntat sobre una vareta de ceràmica, i un parell de petits bucles al voltant de l'esfera s'acoblen entre i fora de l'esfera; els bucles són de mitja volta, col·locats en angle recte entre ells per evitar l'acoblament electromagnètic directe entre ells i cadascun està connectat a terra en un extrem.
Les bobines d'entrada i de sortida estan orientades en angle recte entre elles al voltant del cristall YIG. S'acoblen en creu quan s'alimenten per la freqüència de ressonància ferrimagnètica, que depèn del camp magnètic extern subministrat per un electroimant.
Els filtres YIG solen consistir en diverses etapes acoblades, cada etapa consta d'una esfera i un parell de bucles.

## Aplicacions
Els filtres YIG s'utilitzen sovint com a preselectors. Els filtres YIG ajustats per un corrent d'escombrat s'utilitzen en analitzadors d'espectre. Una altra aplicació YIG són els oscil·ladors YIG, on l'esfera actua com a element que determina la freqüència sintonitzable. S'acobla a un amplificador que proporciona la retroalimentació necessària per a l'oscil·lació.